# Đại thảm sát chuột ở Hà Nội
Cuộc đại thảm sát chuột ở Hà Nội (Chữ Nôm: 局慘刹𤝞於河內; tiếng Pháp: Massacre des rats de Hanoï) diễn ra vào năm 1902, ở Hà Nội khi chính quyền Pháp cố gắng kiểm soát số lượng chuột trong thành phố bằng cách săn tìm chúng. Vì họ cảm thấy mình chưa đạt được đủ chỉ tiêu và do các cuộc đình công nên họ đã lập ra một chương trình tiền thưởng, trả phần thưởng 1 cent cho mỗi con chuột giết được. Để nhận tiền thưởng, mọi người cần phải cung cấp cái đuôi bị cắt ra từ một con chuột. Tuy nhiên, các quan chức bắt đầu chú ý đến chuột không đuôi ở Hà Nội. Những người bắt chuột ở Việt Nam đã bắt, cắt đuôi rồi thả lại chuột xuống cống để tạo ra nhiều chuột hơn.
Cuộc đại thảm sát chuột ở Hà Nội xảy ra giữa cuộc đại dịch hạch thứ ba, chỉ vài năm sau khi bác sĩ và nhà vi khuẩn học người Thụy Sĩ gốc Pháp Alexandre Yersin phát hiện mối quan hệ giữa sự lây lan của đại dịch với loài gặm nhấm.
Ngày nay, sự kiện này thường được dùng làm ví dụ cho sự khuyến khích sai ngược (Perverse incentive), thường được gọi là Hiệu ứng Rắn hổ mang (Cobra Effect). Nhà sử học hậu thế người Mỹ Michael G. Vann cho rằng ví dụ về rắn hổ mang ở Raj thuộc Anh không thể chứng minh được, nhưng trường hợp chuột ở Việt Nam có thể chứng minh được, nên thuật ngữ này nên được đổi thành Hiệu ứng chuột (Rat Effect).

## Bối cảnh

### Kế hoạch của Pháp ở Hà Nội

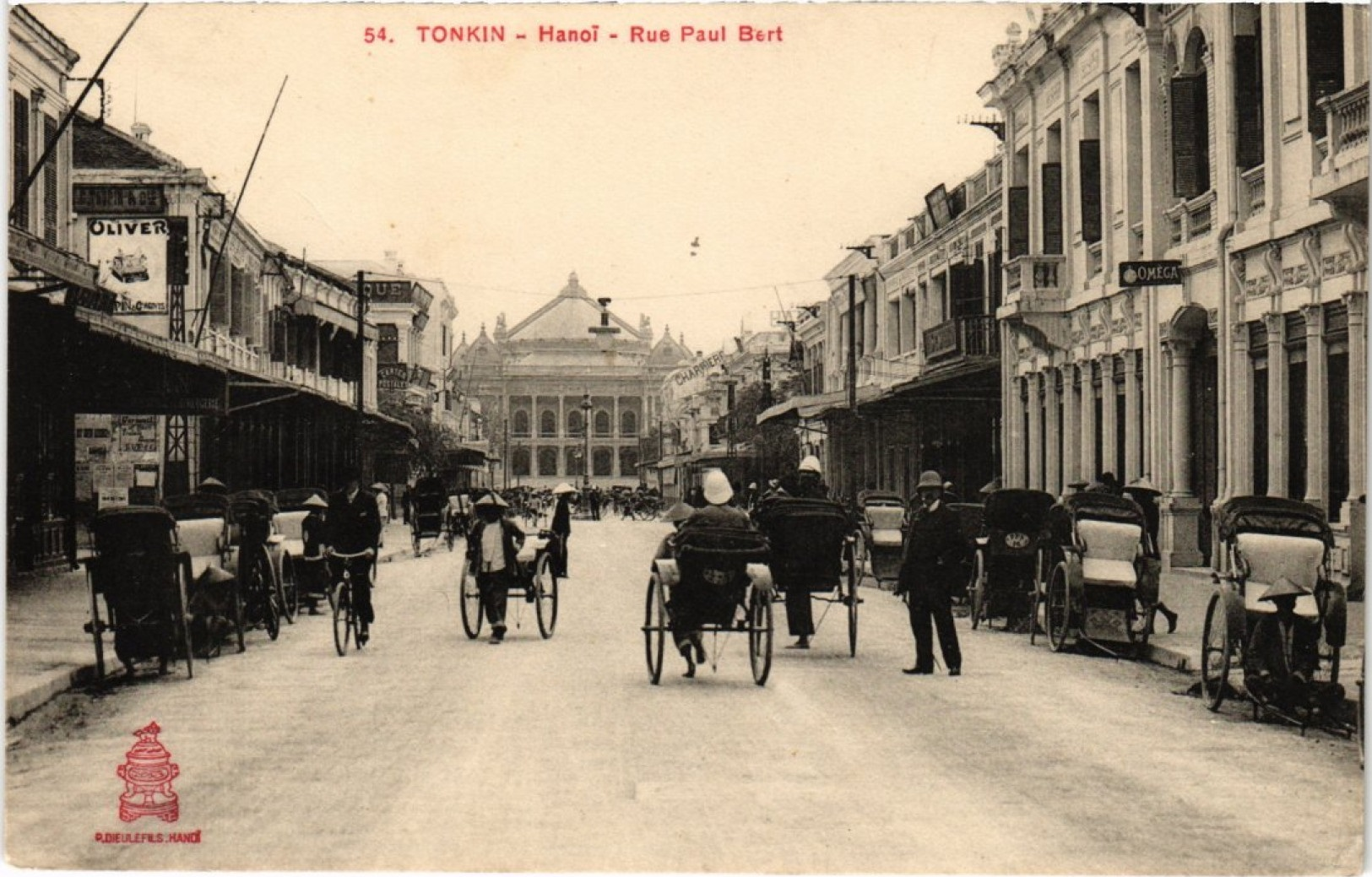
Phố Paul Bert (nay là phố Tràng Tiền), một ví dụ về công cuộc cải tạo Hà Nội của Pháp.

Pháp chính thức nắm quyền kiểm soát và chiếm đóng Hà Nội vào năm 1882, sau khi Hòa ước Giáp Tuất năm 1874 sụp đổ. Tuy nhiên, khu vực Bắc Kỳ vẫn chưa được bình định hoàn toàn cho đến tận cuối năm 1896. Pháp xâm lược Đông Dương (nay là Việt Nam, Campuchia và Lào) trong nhiều giai đoạn để có thể tiếp cận cửa sau với sự giàu có của Trung Quốc thông qua thị trường của nó. Đặc biệt, Pháp đã tìm thấy một tuyến đường sông dẫn đến tỉnh Vân Nam của Trung Quốc, vào thời điểm đó được gọi là "El Dorado bằng lụa thay vì vàng".
Trước khi thành lập chính quyền bảo hộ Bắc Kỳ của Pháp, thành phố Hà Nội là một tổ hợp gồm 36 phố phường, mỗi khu phố lại có một nghề thủ công cụ thể, cũng như một số đền chùa trải khắp khu định cư. Hơn nữa, thành phố Hà Nội còn sở hữu một hệ thống thành quách và pháo đài được xây dựng vào năm 1803 (một năm sau khi hoàng đế Gia Long thành lập triều Nguyễn) với sự hỗ trợ của các kỹ sư quân sự người Pháp được đào tạo tại Vauban. Tuy nhiên, Pháp coi Hà Nội là một tổ hợp làng quê bẩn thỉu, tồi tàn, xiêu vẹo. Vì vậy, họ đã tìm cách biến nó thành một thành phố kiểu Pháp, xứng đáng là trụ sở của một trong những thuộc địa của Đế quốc thực dân Pháp. Quá trình này bắt đầu với sự xuất hiện của các nhà thống sứ người Pháp vào những năm 1880, cụ thể là Paul Bert vào năm 1886, thực sự đã khởi đầu cho quá trình "Pháp hóa" (Francization) thành phố. Các khu vực rộng lớn của Hà Nội, bao gồm hầu hết thành cổ và nhiều đền chùa, đã bị phá bỏ để nhường chỗ cho các tòa nhà mới kiểu Pháp sẽ trở thành cốt lõi của thành phố mới. Đáng chú ý nhất trong số những công trình xây dựng mới này là Nhà thờ Lớn Hà Nội và Nhà thương Đồn Thủy.
Năm 1897, Paul Doumer được bổ nhiệm làm Toàn quyền Đông Dương sau một thời gian ngắn giữ chức Bộ trưởng Bộ Tài chính Pháp (1895–1896), khi ông cố gắng áp dụng thuế thu nhập nhưng không thành công. Dưới sự lãnh đạo của ông, Hà Nội cũ được thay một bộ mặt mới hoàn toàn, và quá trình chuyển đổi diễn ra hết sức nhanh chóng. Khi Doumer lên kế hoạch biến Hà Nội thành thủ đô mới của Liên bang Đông Dương, ông nhấn mạnh rằng thành phố này cũng phải đáp ứng được bộ mặt đó. Để thực hiện kế hoạch, một dinh thự mới làm nơi ở của Toàn quyền Đông Dương đã được xây dựng (nay là Phủ Chủ tịch). Phần lớn Hà Nội đã được giải tỏa để nhường chỗ cho nội thành kiểu Pháp mới với những đại lộ rộng rãi rợp bóng cây, những biệt thự kiểu Pháp và những khu vườn được chăm sóc cẩn thận. Khu vực mới này được gọi là "Khu phố Pháp" (Quartier Européen, nay là quận Ba Đình), bởi một số du khách mô tả nó là "một Paris ở bên kia thế giới". Khu vực này của thành phố tương phản rõ rệt với "Khu phố bản địa" (Quartier indigène) chật chội, chật hẹp và hỗn loạn, là nơi cư trú của cả người An Nam bản địa và người Hán.
Năm 1902, thủ đô của Liên bang Đông Dương được chuyển từ Sài Gòn, Nam Kỳ (nay là Thành phố Hồ Chí Minh) ra Hà Nội, và được giữ nguyên như vậy cho đến năm 1945. Khi Paul Doumer đến Hà Nội, ông đã triển khai một số dự án cơ sở hạ tầng lớn, chẳng hạn như cầu Paul Doumer (nay là Cầu Long Biên) bắc qua sông Hồng rộng 1.700 mét (5.600 ft), và Grand Palais d'Expositions được xây dựng cho Triển lãm Hà Nội năm 1903. Mục đích của những hoạt động này là biến Hà Nội thành nơi thể hiện sứ mệnh văn minh hóa của Pháp ở Đông Dương và cung cấp cho thành phố mạng lưới điện đầu tiên ở châu Á.

### Nhiệm vụ y tế công cộng của Pháp và hệ thống xử lý nước thải
Trong số các dự án lớn theo lệnh của Paul Doumer có dự án xây dựng một hệ thống thoát nước ngầm khổng lồ, vừa là biểu tượng cho sự hiện đại của Pháp, vừa giữ cho "Khu phố Pháp" sạch chất thải của con người. Vì nhà vệ sinh được coi là "dấu hiệu của nền văn minh" nên Doumer muốn có nhà vệ sinh có thể xả nước trong mọi cung điện của Pháp. Vào thời điểm Paul Doumer rời đi vào tháng 3 năm 1902, hơn 19 km đường cống đã được xây dựng bên dưới Hà Nội, phần lớn tập trung bên dưới "Khu phố Pháp". Một phần nhỏ hơn của hệ thống thoát nước cũng được xây bên dưới "Khu phố bản địa" của thành phố. Hệ thống thoát nước mới đã giúp chống lại bệnh tả, một căn bệnh do lực lượng viễn chinh Pháp mang từ Algérie sang Hà Nội.
Hệ thống nước thải lớn mới này cũng kéo theo một vấn đề mới mà người Pháp chưa lường trước được, đó là chuột. Trong cống, chuột không có thiên địch tự nhiên nào, và khi đói chúng có thể dễ dàng đột nhập thẳng vào những căn hộ sang trọng nhất thành phố qua "đường cao tốc" ẩn sâu dưới bước chân con người. Điều này gây ra mối lo ngại lớn cho người Pháp cả vì lý do vệ sinh và sự bùng phát của bệnh dịch hạch thể hạch (hay "Cái Chết Đen"). Chỉ vài năm trước đó, tức năm 1894, nhà vi khuẩn học Alexandre Yersin phát hiện ra vi khuẩn Yersinia pestis, và đồng nghiệp của ông là Paul-Louis Simond phát hiện mối liên hệ giữa loài vi khuẩn này với bọ chét tìm thấy trên gặm nhấm. Vì những hiểu biết mới về cách chuột gây ra bệnh dịch hạch, thực dân Pháp trở nên rất quan tâm đến tình hình và nhanh chóng muốn khắc phục tình trạng này.

### Đại dịch đương thời
Đại dịch hạch thứ ba bắt đầu vào năm 1855 tại Vân Nam, Trung Quốc, khoảng thời nhà Thanh. Đợt dịch hạch này lan đến tất cả các lục địa có người sinh sống, và cuối cùng giết chết hơn 12 triệu người ở Ấn Độ và Trung Quốc (và có lẽ hơn 15 triệu người trên toàn thế giới). Trong đó, ít nhất 10 triệu người Ấn Độ thiệt mạng, khiến nó trở thành một trong những đại dịch nguy hiểm nhất trong lịch sử.
Năm 1898, Paul-Louis Simond ở thành phố Karachi, Sind, Ấn Độ. Tại đây, mặc dù nguồn lực hạn chế, ông vẫn có thể chứng minh rằng bọ chét truyền vi khuẩn Yersinia pestis, tác nhân gây bệnh dịch hạch thể hạch, từ chuột sang chuột và từ chuột sang người.
Đại dịch hạch lần thứ ba xảy ra cùng thời điểm với lúc Pháp cải tạo Hà Nội. Từ Vân Nam, nó lan tới Quảng Châu và sau đó đến Hồng Kông. Bệnh dịch hạch sau đó lan từ Hồng Kông đến Raj thuộc Anh. Quân đội Hoa Kỳ đã đưa nó đến Manila trong cuộc xâm lược Philippines, một phần ở chiến trường châu Á của Chiến tranh Mỹ – Tây Ban Nha. Năm 1899, nó tấn công Cộng hòa Hawaii, và chính quyền thành phố Honolulu (thủ đô) quyết định thiêu hủy Phố người Hoa. Trước khi bệnh dịch hạch tràn vào thành phố San Francisco của Hoa Kỳ, chính quyền thành phố đã quyết định ban hành chính sách phong tỏa Phố người Hoa. Trong quá trình cách ly, chính quyền thành phố đã thảo luận về việc ban hành "Giải pháp Honolulu" để ngăn chặn căn bệnh này ảnh hưởng đến phần còn lại của thành phố.
Tình hình toàn cầu trở nên nghiêm trọng đối với Hà Nội khi người Pháp báo cáo về sự xâm nhập của chuột ở Khu phố Pháp. Chuột nâu ở Hà Nội có vẻ như đến từ các tàu Trung Quốc, nơi đại dịch bắt đầu. Loài chuột xâm lấn này nhanh chóng phát hiện ra rằng hệ thống cống rãnh mới là một hệ sinh thái lý tưởng và nhanh chóng chiếm lĩnh cơ sở hạ tầng đô thị của Hà Nội. Nhiều báo cáo cho thấy người dân đã phát hiện chuột trèo lên đường ống thoát nước và sau đó thậm chí ra khỏi nhà vệ sinh trong những ngôi nhà Pháp. Nỗi lo sợ về những con mèo mang bệnh dịch do ăn chuột đã tạo ra sự hoảng loạn trong giới y tế, buộc họ phải chấm dứt sự lây nhiễm của chuột trước khi thành phố "vỡ trận".

## Chính sách
Nhu cầu lụa suy yếu khi Pháp hoàn thành tuyến đường sắt giữa Côn Minh, Vân Nam và Hà Nội, nhưng lại mở ra một thị trường mới cho thuốc phiện. Vân Nam là vùng sản xuất thuốc phiện lớn, và Pháp muốn tận dụng tuyến Vân Nam – Hải Phòng để cung hàng cho tô giới Pháp ở Thượng Hải. Paul Paul Doumer biến Liên bang Đông Dương thành một "quốc gia ma túy" (narco-state) và nâng doanh thu của Đông Dương từ liên tục thua lỗ lên có lãi. Nhưng điều này cũng làm cho thuộc địa này phụ thuộc kinh tế lẫn nhau với Đế quốc Trung Hoa. Theo đó, hàng hóa Trung Quốc, thương nhân Trung Quốc và người lao động Trung Quốc trở thành "máu sống" của Liên bang Đông Dương. Do Liên bang quá phụ thuộc vào thị trường Trung Quốc, thực dân Pháp thường tuyên bố rằng cả họ và người bản xứ đều không chịu trách nhiệm về nó vì người Trung Quốc đã kiểm soát có hiệu quả mọi chuyện, trong khi những người khác gọi người Trung Quốc theo một cách tiêu cực là "người Do Thái ở châu Á".
Suốt thời Đệ Nhị Đế chế Pháp của Napoléon III, Pháp là một quốc gia kỹ trị độc tài. Nhưng sau khi Đệ Nhị Đế chế sụp đổ, Đệ Tam Cộng hòa mới đi theo chủ nghĩa tiến bộ, và các nhà kỹ trị, vốn có quyền tự do kiểm soát trong Đế chế, đã thất vọng trước những ràng buộc dân chủ mới đặt ra cho họ. Nhiều nhà kỹ trị trong số này đã bị Đế quốc thực dân Pháp lôi kéo và cho phép họ có thể tham gia vào các thử nghiệm xã hội rộng rãi mà không sợ bị phản đối hoặc dư luận tiêu cực, bởi họ có thể sử dụng quân đội để thực thi chính sách của mình. Ở Hà Nội, điều này dẫn tới một sự đổi mới toàn diện của thành phố dựa trên sự hiện đại của Pháp.
"Khu phố Pháp" nằm ngay cạnh 36 phố phường Hà Nội. Mà trong quan điểm của Pháp, 36 phố phường là nơi cũ kỹ và bẩn thỉu. "Khu phố bản địa" có nhiều ao hồ, đường đi chủ yếu là đường đất, khi trời mưa thì lầy lội, nhà cửa tồi tàn, hầu hết là lợp tranh. Ngược lại, "Khu phố Pháp" có đường rộng, cây xanh và những biệt thự rộng lớn màu trắng. Khoảng 90% dân số Hà Nội sống ở "Khu phố bản địa" chỉ chiếm 1/3 diện tích bề mặt, trong khi "Khu phố Pháp" và một quận hành chính và quân sự ở phía tây chỉ có 10% dân số thành phố, nhưng lại chiếm tới 2/3 diện tích. Điều này biến Hà Nội trở thành một "thành phố kép thuộc địa" điển hình, nơi tầng lớp thượng lưu thuộc địa được hưởng lối sống sang trọng rộng rãi, trong khi người dân bản địa thuộc địa lại sống trong các khu ổ chuột chật chội có từ trước khi bị thuộc địa hóa.
Trong thời kỳ đầu Pháp cai trị Liên bang Đông Dương, các quan chức thuộc địa hầu như không biết gì về những căn bệnh nhiệt đới mà họ sắp gặp phải. Khi dịch bệnh đậu mùa, tiêu chảy, bệnh Dengue, giang mai,... bùng phát, họ chẳng thể làm gì khác ngoài dựng lên rào cản giữa họ và người bản xứ. Người Pháp coi đế quốc thực dân của họ là Sứ mệnh khai hóa văn minh và coi việc cải tạo đô thị Hà Nội là một hành động để "chống lại dịch bệnh".
Trong những năm 1890, Hà Nội được trang bị hệ thống thoát nước hiện đại sử dụng công nghệ mới nhất và có hệ thống nước ngọt riêng. Việc tiếp cận các nguồn tài nguyên này được phân chia khá chặt chẽ giữa các chủng tộc, vì hệ thống chỉ phục vụ các khu vực người da trắng, trong khi rất ít người châu Á thực sự được tiếp cận những lợi ích từ cơ sở hạ tầng đô thị mới của thành phố. Trong khi các biệt thự kiểu Pháp mới xây có cả hệ thống nước sinh hoạt và nhà vệ sinh xả nước hiện đại, hầu hết cư dân người Việt và người Hoa trong thành phố cư trú trong "Khu phố bản địa" phải lấy nước từ các đài phun nước công cộng. Chất thải của con người thường thấy trong các đài phun nước công cộng này được những người thu gom đất đêm loại bỏ trước bình minh. Thay vì hệ thống cống rãnh phù hợp, "Khu phố bản địa" chỉ có hệ thống ống máng.
Ngày 8 tháng 1 năm 1902, Yersin được Toàn quyền Đông Dương, tổng thống tương lai của Pháp, Paul Doumer, bổ nhiệm làm Hiệu trưởng đầu tiên của Trường Cao đẳng Y khoa Đông Dương. Yersin, cũng như một số chuyên gia y tế khác ở Hà Nội, lo ngại về bệnh dịch hạch đến từ miền nam Trung Quốc trên các tuyến tàu hơi nước mới được thành lập.
Vì nguồn gốc của bệnh dịch hạch là ở Vân Nam, người Pháp đã phỉ báng Trung Quốc và người Trung Quốc.

## Kế hoạch ban đầu
Khi bắt đầu chiến dịch vào tháng 4 năm 1902, Toàn quyền Đông Dương đã thuê những người Việt Nam chuyên bắt chuột. Những người này sẽ xuống cống để săn chuột và được trả tiền cho mỗi con chuột mà họ diệt được.
Tạm dịch:
Michael G. Vann tại "The Cobra Effect: A New Freakonomics Radio Podcast".

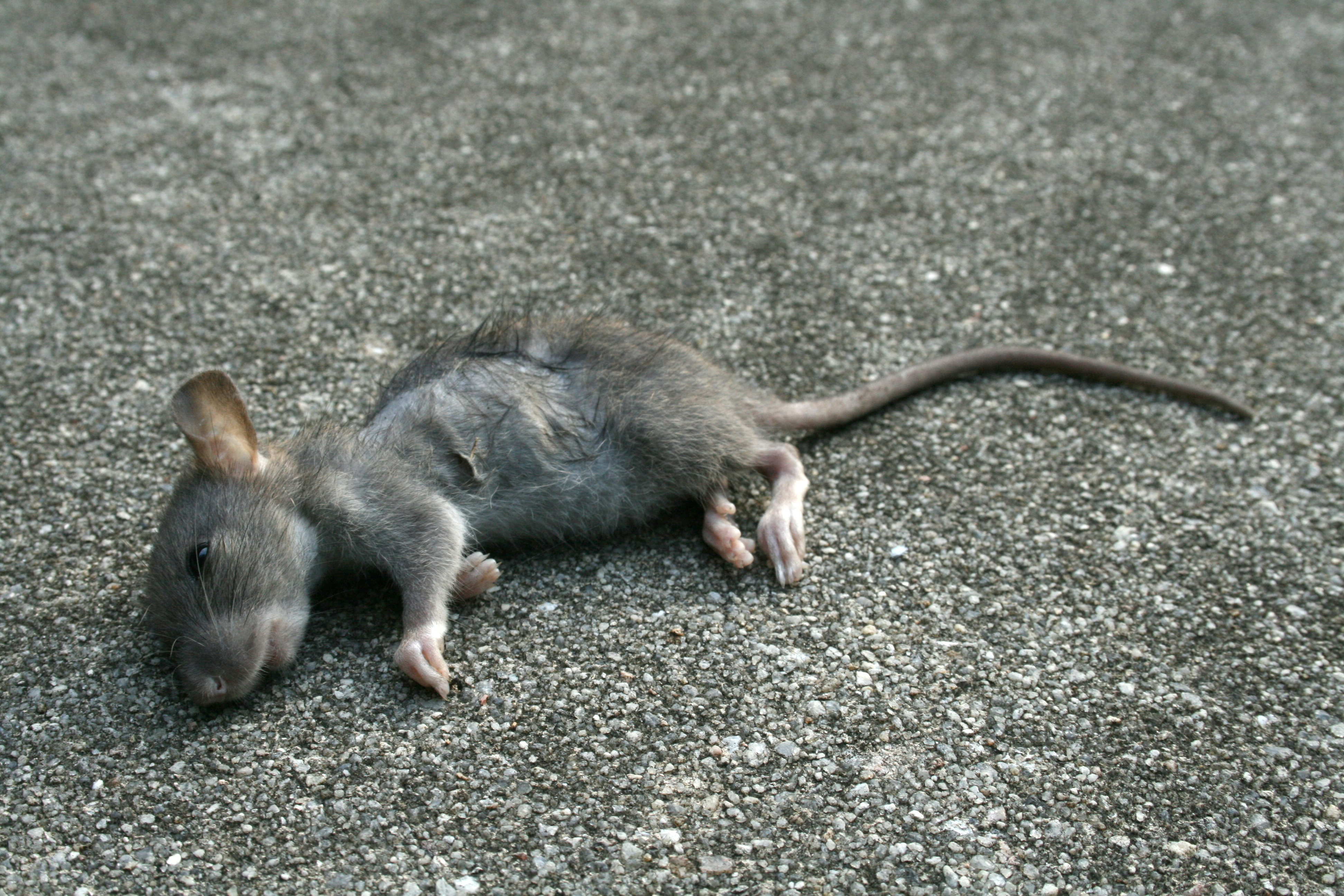
Ví dụ về chuột chết

Vào tuần cuối cùng của tháng 4, có tin những người bắt chuột đã giết được 7.985 con chuột. Các "sát thủ" tiếp tục tích lũy kinh nghiệm trong tháng 5, đẩy số chuột chết lên đến hơn 4.000 con mỗi ngày. Đến cuối tháng 5, con số thậm chí còn cao hơn. Chỉ riêng trong ngày 30 tháng 5, họ báo cáo đã giết được 15.041 con chuột. Vào tháng 6, số lượng chuột giết hàng ngày lên tới 10.000, đỉnh điểm là ngày 21 tháng 6 với 20.112 con. Sự thành công của những người bắt chuột chuyên nghiệp này ngay lập tức giúp giảm số ca tử vong do các bệnh do gặm nhấm gây ra. Mặc dù báo cáo cho thấy số lượng chuột bị giết rất cao, người Pháp nhận ra rằng các dịch vụ kiểm soát sinh vật gây hại chuyên nghiệp không làm giảm số lượng chuột vì chuột có thể sinh sản nhanh chóng, vì vậy họ đã tìm kiếm các biện pháp thay thế để thử và giảm bớt số lượng chuột trong thành phố.
Những người được thuê để săn chuột trong cống bắt đầu không hài lòng với tình cảnh của họ. Họ thấy môi trường làm việc phức tạp và nguy hiểm của mình bị bao phủ bởi đủ loại rác thải, phân người, ô uế và phải đối phó với những động vật nguy hiểm như rắn và rết, trong khi tiền công lại quá thấp so với công sức họ đã bỏ ra. Tháng 7 năm 1902, Tiến sĩ Serez báo cáo với cấp trên rằng ông đang gặp rắc rối với người dân địa phương trong chiến dịch diệt chuột, khi họ bắt đầu đình công yêu cầu tăng lương. Theo VNEconomics, Giáo sư Nguyễn Văn Tuấn tuyên bố rằng vào năm 1904, chính quyền đã tăng hoa hồng cho mỗi con chuột bị giết lên 4 xu. Nguyễn Văn Tuấn ghi chú thêm rằng trong chiến dịch, tổng cộng 55.000.000 con chuột được báo cáo là đã bị thủ tiêu.
Trong khi Đế quốc thực dân Pháp tự coi mình là một chính quyền kỹ trị hiện đại và quản lý các thuộc địa của mình dựa trên việc lưu trữ hồ sơ và thống kê cứng nhắc cũng như một kho dữ liệu khổng lồ, dữ liệu do các nhà kỹ trị thu thập thường không đáng tin cậy. Tất cả dữ liệu do người Pháp thu thập từ số liệu dân số của thành phố, số ca bệnh dịch hạch cho đến số chuột chết hàng ngày chỉ là những dự đoán tốt nhất. Vì vậy, số lượng chuột bị giết được báo cáo có thể không phản ánh số lượng chuột thực tế bị giết.
Vì "Khu phố Pháp" thường được coi là "khu vực văn minh của Hà Nội" với các khu dân cư sạch sẽ, cuộc săn lùng này cũng gây ra những tác động xã hội tiêu cực đối với cư dân ở đây. Theo báo cáo của Thống sứ Bắc Kỳ gửi Toàn quyền Đông Dương ngày 9 tháng 6, cư dân Pháp liên tục gặp phải những kẻ bắt chuột bản địa chui lên từ vô số hố ga ở "Khu phố Pháp", trên người phủ đầy rác rưởi. Ngoài ra, việc những người này mang theo hàng trăm xác chuột chết đẫm máu và bốc mùi hôi thối khiến nhiều người dân lên tiếng phàn nàn về hoạt động này.

## Kế hoạch B
Khi chính quyền Pháp nhận thấy rằng quá trình tiêu diệt chuột diễn ra không đủ nhanh, họ chuyển sang Kế hoạch B và kêu gọi tất cả người dân tham gia diệt chuột. Phần thưởng được đưa ra là 1 xu cho mỗi con chuột. Dân thường chỉ phải nộp cái đuôi chuột cho văn phòng thành phố vì Pháp không muốn bị quá tải bởi xác chuột. Pháp cho rằng đây là một ý tưởng hay vì họ đã có chính sách khuyến khích tinh thần khởi nghiệp ở Việt Nam. Ban đầu, kế hoạch mới dường như có hiệu quả bởi đuôi chuột liên tục được chuyển về. Nhưng sau đó, một hậu quả không lường trước đã xuất hiện. Những người Việt được thuê để giết chuột sớm nhận ra rằng việc săn chuột lại ít có khả năng nhận được phần thưởng trong tương lai. Suy cho cùng, họ cần lũ chuột sinh sản nhiều chuột có đuôi hơn vì chúng sẽ trở thành nguồn thu nhập trong tương lai.
Người Pháp nhanh chóng phát hiện những con chuột không đuôi còn sống chạy loanh quanh. Những người săn chuột đã cắt bỏ đuôi của chúng rồi thả chúng trốn thoát để chúng có thể sinh sản và tạo ra nhiều con chuột có đuôi hơn, để rồi sau đó lặp lại quá trình này. Hơn nữa, cũng có thông tin cho rằng một số người Việt Nam cố tình buôn lậu chuột từ nước ngoài vào thành phố. "Giọt nước tràn ly" khi các thanh tra y tế Pháp phát hiện những trang trại nuôi chuột mọc lên ở ngoại ô Hà Nội. Việc nuôi chuột lấy đuôi biến nơi đây thành một "nhà máy sinh đuôi". Vì các chính sách của Pháp đã không đạt được mục tiêu, mà trên thực tế còn khiến vấn đề chuột trở nên tồi tệ hơn ở Hà Nội, họ đã hủy bỏ chương trình tiền thưởng.

## Hậu quả
Sau khi chiến dịch kết thúc thất bại, lũ chuột giờ đây đông đảo hơn bao giờ hết, tiếp tục nô đùa bên dưới thành phố và người Pháp đành cam chịu sống chung với chúng.
Cựu Toàn quyền Paul Doumer muốn tổ chức Triển lãm Hà Nội (triển lãm quốc tế về thuộc địa) như một dịp để phô trương Hà Nội là một thành phố văn minh và vệ sinh, coi đây là một thắng lợi của chính phủ Pháp. Triển lãm Hà Nội kéo dài từ năm 1902 đến năm 1903, và trong thời gian diễn ra, hàng hóa từ khắp nơi trên thế giới đổ về Hà Nội. Điều này làm tăng thêm gánh nặng bệnh tật cho Hà Nội, vì chuột ngoại lai mang mầm bệnh di chuyển cùng với hàng hóa. Đến năm 1903, có 159 người nhiễm bệnh dịch hạch, trong đó có 110 người chết. Phần lớn nạn nhân là người Việt bản địa, chỉ có 6 thực dân Pháp nhiễm bệnh, trong đó 2 người đã tử vong. Một trong những nguyên nhân khiến số người Việt Nam tử vong cao hơn là vì họ giữ bí mật về người nhà bị bệnh, vì họ sợ nếu chính quyền biết được sẽ đến kiểm tra, can thiệp.
Bệnh dịch hạch tiếp tục lan rộng trong những năm tiếp theo. Năm 1906, một trận dịch bùng phát ở Bắc Kỳ đã tác động tiêu cực đến nền kinh tế khu vực. Do tác động của suy thoái kinh tế do dịch bệnh, rất nhiều người dân vùng nông thôn Bắc Kỳ đã di cư ra Hà Nội, nơi họ trở thành người ăn xin vô gia cư. Trong những năm 1906–1908, các quan chức y tế Pháp ghi nhận chính thức 263 trường hợp tử vong do bệnh dịch hạch. Do đó, chính quyền đã quyết định thực hiện các biện pháp chống dịch khác và kiểm soát vệ sinh chặt chẽ hơn tại 36 phố phường của "Khu phố bản địa". Chính quyền Pháp nhận ra rằng họ chỉ có thể ngăn chặn đại dịch thông qua các biện pháp y tế công cộng mạnh tay và thường mang tính xâm lấn nhằm ngăn chặn nó lây lan thêm, sau khi dịch đã được xác định. Các biện pháp này bao gồm cách ly người bệnh trong các nhà nghỉ, thiêu hủy đồ đạc và thường là nhà của những người bị phát hiện nhiễm bệnh, đồng thời tịch thu xác chết. Những biện pháp chặt chẽ hơn này đã thành công trong việc giảm sự lan rộng bệnh dịch trong thành phố. Người Pháp tiếp tục thực thi các biện pháp này sau đại dịch, vì người bản xứ không có thói quen vệ sinh cá nhân mà người Pháp mong muốn họ có được. Điều này phản ánh nền chính trị chủng tộc vào thời đó, vì thái độ tương tự tồn tại ở những nơi như Cộng hòa Nam Phi, Ấn Độ, Hoa Kỳ và Hồng Kông. Tuy nhiên, những biện pháp này không được phổ biến lắm, mà còn khiến người dân địa phương tức giận.
Năm 1998, chính quyền Việt Nam quyết định đóng cửa các nhà hàng bán thịt mèo,  được quảng cáo là "thịt tiểu hổ", vì họ cho rằng nếu số lượng mèo giảm, chuột sẽ xâm chiếm ruộng lúa. Điều này thể hiện tâm lý tương tự như người Pháp gần một thế kỷ trước đó.